# Lescuraea morrisonensis
Lescuraea morrisonensis là một loài Rêu trong họ Leskeaceae. Loài này được (Takaki) Nog. & Takaki mô tả khoa học đầu tiên năm 1985.